# Louise Carver (ca sĩ Nam Phi)
Louise Carver (sinh ngày 10 tháng 1 năm 1979) là một ca sĩ nhạc rock người Nam Phi và là một nghệ sĩ dương cầm.
Carver sinh ra ở Cape Town, và có quốc tịch kép ở Nam Phi và Vương quốc Anh. Cô bắt đầu chơi piano ở tuổi 11, và nhận được hợp đồng thu âm đầu tiên của mình ở tuổi 15. Cô thi đậu vào trường nữ sinh Rustenburg, nhập học vào năm 1996. Cô nhận được bằng danh dự trong chuyên ngành chính trị, Triết học và Kinh tế từ Đại học Cape Town vào năm 2002.

## Âm nhạc
Carver phát hành đĩa đơn đầu tiên của cô, It Don't Matter (1996) khi cô 17 tuổi. Đĩa đơn đứng đầu bảng xếp hạng các trường đại học quốc gia Nam Phi. Nó đã đứng vững trong vòng 11 tuần trên bảng xếp hạng Top 40 của quốc gia Nam Phi, nó đạt vị trí thứ ba. Ở tuổi 18, cô đã phát hành đĩa đơn với album đầu tay, Mirrors and Windows (1998).
Công ty bảo hiểm Nam Phi, First for Women, đã tài trợ chi phí cho Carver's 2008 Home Tour.

### Album
- Mirrors and Windows (1998)
- Looking Around (2002)
- Silent Scream (2005)
- Saved by the Moonlight (2007)
- Look to the Edge (2010)
- Say It to My Face (2013)
- Hanging in the Void (2016)

### Đĩa đơn
- "It Don't Matter" (1996)
- "Not Here" (2000)
- "Play the Game" (2003), kết hợp với Kenny Hawkes[4]
- "Sunrise" (2016), với Joe Bermudez
- "Lift Off" (2016)[5]
- "Keep Your Eyes on Me" (2017)[6][7]
- "This Thing called Love" (2017)[8]

## Đánh giá
Channel24 đã đưa ra những đánh giá cao về Carver vào năm 2009. Vào tháng 6 năm 2010, báo chí thành phố cho biết album "Look to the Edge" của Carver có âm thanh điện tử / pop sắc sảo với nhịp điệu là sự kết hợp giữa Nam Phi và nhạc cụ gõ, điều này sẽ hấp dẫn khán giả ở Nam Phi cũng như khán giả toàn cầu... Album 12 ca khúc này thể hiện được sự độc đáo và đa dạng. Nó rất dễ để lắng nghe và như có điều gì đó dành cho mọi người. "